# Emil Stalmašek
Emil Stalmašek (19. března 1925 – 8. června 1989) byl slovenský fotbalový útočník.

## Fotbalová kariéra
Hrál za ŠK Žilina. V lize odehrál 166 utkání a dal 43 gólů. Za reprezentační B-tým nastoupil ve 2 utkáních a dal 1 gól.

## Ligová bilance
| Ročník                                     | Zápasy | Góly | Klub           |
| ------------------------------------------ | ------ | ---- | -------------- |
| Státní liga 1945/46                        | -      | 0    | ŠK Žilina      |
| Státní liga 1946/47                        | -      | 1    | ŠK Žilina      |
| Státní liga 1947/48                        | -      | 4    | ŠK Žilina      |
| Státní liga 1948/49                        | -      | 11   | ŠK Žilina      |
| Celostátní československé mistrovství 1949 | -      | 5    | Slovena Žilina |
| Celostátní československé mistrovství 1950 | -      | 2    | Slovena Žilina |
| Mistrovství československé republiky 1951  | -      | 6    | Slovena Žilina |
| Mistrovství československé republiky 1952  | -      | 7    | Slovena Žilina |
| Přebor československé republiky 1954       | -      | 2    | Iskra Žilina   |
| Přebor československé republiky 1955       | -      | 3    | Iskra Žilina   |
| 1. československá fotbalová liga 1956      | 15     | 1    | Dynamo Žilina  |
| 1. československá fotbalová liga 1958/59   | 18     | 1    | Dynamo Žilina  |
| CELKEM                                     | 166    | 43   |                |